# Un héros (film, 2004)
Pour les articles homonymes, voir Héros (homonymie) et The Hero.
Pour plus de détails, voir Fiche technique et Distribution.
Un héros (O Herói) est un film angolo-franco-portugais réalisé par Zézé Gamboa, sorti en 2004. Il est centré sur la vie des Angolais après la guerre civile qu'a connu le pays.

## Synopsis
Enrôlé à l'âge de quinze ans, le sergent Vittorio est démobilisé après avoir passé plus de vingt ans dans l'armée. Vers la fin de la guerre civile en Angola, il marche sur une mine antipersonnel et est amputé. Privé d'une jambe, Vittorio revient en ville afin de commencer une nouvelle vie. Pour cela, il doit se procurer une prothèse et trouver du travail.
Manu, jeune adolescent élevé seule par sa grand-mère, espère quant à lui retrouver son père, parti en guerre depuis son enfance…

## Fiche technique
- Titre original : O Herói
- Titre français : Un héros
- Réalisation : Zézé Gamboa
- Scénario : Carla Batista et Pierre-Marie Goulet
- Décors et costumes : Lucha d'Orey
- Photographie : Mario Masini
- Son : Gita Cerveira
- Montage : Anna Ruiz
- Musique : David Linx et Diederik Wissels
- Production : Fernando Vendrell
- Sociétés de production : Gamboa & Gamboa, Les Films de l'Après-Midi et David & Golias
- Pays d'origine :  Angola,  France,  Portugal
- Langue : portugais
- Format : Son - Dolby Digital
- Genre : drame
- Durée : 97 minutes
- Dates de sortie : 
  -  Portugal : 13 mai 2004
  -  France : 24 octobre 2004 (Festival des 3 continents de Nantes), 7 décembre 2005 (sortie nationale)

## Distribution
- Oumar Makéna Diop : Vittorio
- Milton « Santo » Coelho : Manu
- Maria Ceiça : Maria Bárbara (« Judite »)
- Patrícia Bull : Joana
- Neuza Borges : Flora
- Raul Rosário
- Prospero Joao
- Orlando Sérgio : Ministre
- Fernando Ferreira
- Catarina Matos : Rute
- Miguel Hurst : Docteur Luís
- Thierry Darrigrand : Docteur Thierry
- Nelo Helder
- Adelino Caracol
- João Carlos Miguel
- Mateus Salvador : Père de Manu